# Президентские выборы в Бразилии (1918)
Президентские выборы в Бразилии 1918 года состоялись 1 марта 1918 года. Победу на них одержал кандидат от Республиканской партии штата Сан-Паулу Родригис Алвис, получивший 99,1 % голосов. Однако ещё до инаугурации Алвис заболел испанским гриппом и скончался 16 января 1919, в связи с чем на должность президента вступил вице-президент Делфин Морейра, и были назначены внеочередные выборы, состоявшиеся 13 апреля 1919.

## Результаты
| Кандидат                     | Партия                                      | Голоса  | %    |
| ---------------------------- | ------------------------------------------- | ------- | ---- |
| Родригис Алвис               | Республиканская партия штата Сан-Паулу      | 386 467 | 99,1 |
| Нилу Песанья                 | Республиканская партия штата Рио-де-Жанейро | 1258    | 0,3  |
| Руй Барбоза                  | Независимый                                 | 1014    | 0,2  |
| Прочие кандидаты             | Прочие кандидаты                            | 1394    | 0,4  |
| Испорченные/пустые бюллетени | Испорченные/пустые бюллетени                |         | -    |
| Всего                        | Всего                                       | 390 131 | 100  |